# بيت هيجة الأسد (العدين)

تعديل مصدري - تعديل

بيت هيجة الأسد محلة تابعة لقرية مروه السفلى، التابعة لعزلة بلاد المليكي بمديرية العدين إحدى مديريات محافظة إب في الجمهورية اليمنية.، بلغ تعداد سكانها 23 حسب تعداد اليمن لعام 2004.